# Боян Чуков
Инж. Боян Стефанов Чуков е български експерт по борбата с тероризма. Бивш дипломат. Бил е журналист на свободна практика. Външнополитически съветник и съветник по националната сигурност в правителството на тройната коалиция (2008 – 2009). Магистър инженер по електронни телекомуникации, офицер (о.р. майор) от външно разузнаване – Първо главно управление на Държавна сигурност (ПГУ-ДС) и Националната разузнавателна служба (НРС) към Президента на България. През 1990 г. е награден с медал III степен от директора на НРС.

## Биография
Боян Чуков е роден на 25 юли 1952 година в град София. Завършва специалност „Радио и телевизия“ в Техническия университет в София. Специализира в Института за политически науки, Париж. От 1984 година е на дипломатическа работа във Франция. В периода от 1988 до 1992 година завежда консулския отдел в посолството на България в Мадрид. След 1992 година е зам. главен редактор на списание „Балкански диалог“.
Чуков е бил изпълнителен директор на „Лев Корпорация“ на Алексей Петров от края на 2005 г. до октомври 2006 година.

## Държавна сигурност

### Установяване на принадлежност към Държавна сигурност
Принадлежността на Боян Чуков към бившата Държавна сигурност е установена от Комисията по досиетата през април 2007 г. при проверката на кандидатите за евродепутати. Бившият офицер от Първо главно управление на ДС (ПГУ) е кандидат за член на Европейския парламент от листата на БСП.

### Досие
През 1981 г. Боян Чуков става член на БКП. През 1982 г. завършва разузнавателна школа в ПГУ-ДС, а през 1982/1983 г. разузнавателна школа на КГБ в Москва.
От октомври 1984 г. е изведен в задгранична резидентура в Париж под прикритието на 3-ти секретар в посолството на НРБ във Франция, където той вербува агент, използван по „Възродителния процес“.
- на 21 ноември 1980 година ст. л-т Чуков е назначен за разузнавач в Управление научно-техническо разузнаване (УНТР) на външното разузнаване – 1-во главно управление на Държавна сигурност (ПГУ-ДС)
- на 1 януари 1985 година е произведен в капитан и преназначен за старши разузнавач в УНТР-ПГУ-ДС
- на 1 ноември 1988 година е преназначен за инспектор в УНТР-ПГУ-ДС
- на 31 декември 1989 година е преместен от УНТР в политическото разузнаване (ПР) и назначен за заместник-началник отделение в ПГУ-ДС
- през февруари 1990 г. е преназначен в Националната разузнавателна служба (НРС) към Президента на България, наследила Първо главно управление на ДС, същата 1990 г. е награден с медал III степен от директора на НРС ген. Румен Тошков.
- на 1 август 1991 „предвид структурните и кадрови промени в НРС" по предложение на полк. Л. Савов, резолирано от полк. К. Тодоров е освободен от оперативна длъжност в НРС и минава в запаса.[2]